# Dysoptus tantalota
Dysoptus tantalota is een vlinder uit de familie van de Psychidae. De wetenschappelijke naam van de soort is voor het eerst geldig gepubliceerd in 1919 door Meyrick.